# Jane Birkin
Jane Mallory Birkin OBE (Londres, 14 de dezembro de 1946 — Paris, 16 de julho de 2023) foi uma cantora, compositora, atriz e modelo inglesa. Ela alcançou fama internacional e notabilidade por sua parceria musical e romântica de uma década com Serge Gainsbourg. Ela também teve uma carreira prolífica como atriz nos cinemas britânico e francês.
Nascida em Londres, Birkin começou sua carreira como atriz, atuando em papéis menores em Blow-Up (1966) e Caleidoscópio (1966), de Michelangelo Antonioni. Em 1968, ela conheceu Serge Gainsbourg enquanto coestrelava com ele em Slogan, que marcou o início de um relacionamento pessoal e de trabalho de anos. A dupla lançou seu primeiro álbum Jane Birkin / Serge Gainsbourg (1969), e Birkin também apareceu no polêmico filme Je t'aime moi non plus (1976) sob a direção de Gainsbourg. Birkin obteria mais créditos como atriz nos filmes baseados na obra de Agatha Christie, Death on the Nile (1978) e Evil Under the Sun (1982).
Depois de se separar de Gainsbourg em 1980, Birkin continuou a trabalhar como atriz e cantora, aparecendo em vários filmes independentes e gravando vários álbuns solo. Em 1991, ela apareceu na minissérie Red Fox e no drama americano A Soldier's Daughter Never Cries, em 1998. Em 2016, ela estrelou o curta-metragem indicado ao Óscar La femme et le TGV, que ela disse que seria seu papel final no filme.
Birkin viveu  principalmente na França desde os anos 1970. Ela é mãe da fotógrafa Kate Barry (1967 - 2013), com seu primeiro marido John Barry; da atriz e cantora Charlotte Gainsbourg, com Serge Gainsbourg; e da cantora Lou Doillon, com Jacques Doillon. Além de seus créditos musicais e de atuação, ela emprestou seu nome à popular bolsa Hermès Birkin.
Jane morreu no dia 16 de julho de 2023 em sua casa em Paris. Está enterrada junto de sua primeira filha Kate e próxima de seu ex marido Serge Gainsbourg no Cemitério Montparnasse em Paris. 

## Vida pessoal
Jane Mallory Birkin nasceu em 14 de dezembro de 1946, em Marylebone, Londres. Sua mãe, Judy Campbell, era uma atriz inglesa, mais conhecida por seu trabalho no palco. Seu pai, David Birkin, foi um tenente-comandante da Marinha Real Britânica e espião, na Segunda Guerra Mundial. Seu irmão é o roteirista e diretor Andrew Birkin. Ela é parente distante da diretora de teatro e ópera Sophie Hunter. Birkin foi criada em Chelsea, e se descreveu como uma "garota inglesa tímida".

Ela foi educada na Escola Superior da China, na Ilha de Wight. Aos 17 anos conheceu o compositor John Barry, responsável por escrever o tema original dos filmes de James Bond, com quem se casou em 1965 e com quem teve sua primeira filha, Kate, que nasceu em 1967 e morreu em 2013 após uma queda do quarto andar de um edifício em Paris.

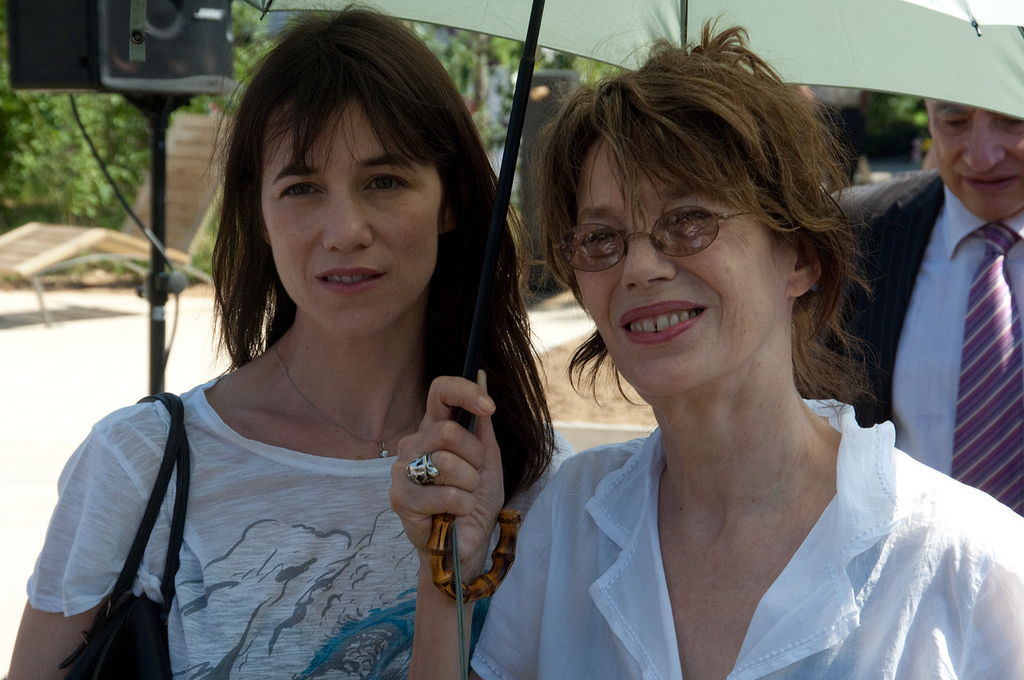
Jane Birkin com sua filha Charlotte Gainsbourg em 2010.

Teve uma relação muito apaixonada e criativa com o seu mentor Serge Gainsbourg - eles conheceram-se no set de Slogan e casaram-se em 1968. Tiveram uma filha, a atriz e cantora Charlotte Gainsbourg, e separaram-se em 1980. Apesar da separação viveram uma relação amigável, até sua morte em 1991. Inclusive, conta em seu diário públicado, Munkey Diaries, que colocou seu macaco de pelúcia que tinha desde a infância, Munkey, para quem endereçava todas suas entradas no diário, para ser velado no caixão com Gainsbourg.
Em 1982 teve a terceira filha, Lou Doillon, de uma relação com o director Jacques Doillon. Após o casal se divorciar em 1968, Birkin voltou a morar com sua família em Londres e começou a fazer testes para papéis no cinema e na televisão na Inglaterra e em Los Angeles, Califórnia.

## Carreira

### Cinema

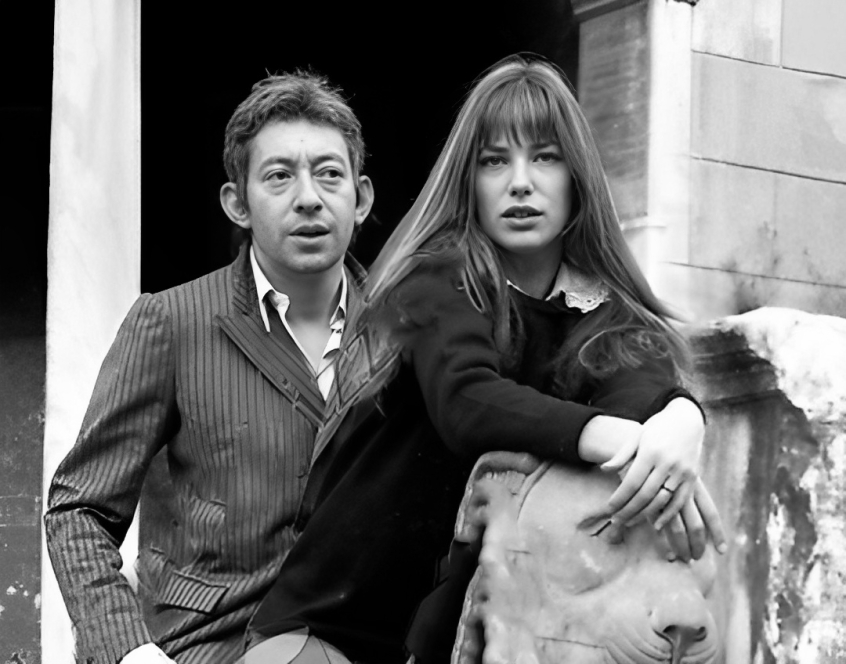
Com Serge Gainsbourg em Roma em 1976

Jane emergiu na Swinging London após aparecer no filme Blow-Up de 1966 e Wonderwall de 1968, este último que teve a trilha sonora produzida por George Harrison. Porém, foi em La Piscine de 1969, filme de Jacques Deray, que teve seu primeiro papel de destaque. Quando ela foi para a França para uma audição no filme Slogan de Pierre Grimblat em 1969 e conheceu Serge Gainsbourg, a partir de então, começaram a ter várias colaborações entre os dois.  Em 2007, fez sua estreia como diretora no filme Les Boites, filme inspirado em sua própria vida, em que atuou ao lado de Geraldine Chaplin, filha de Charles Chaplin. Na época, inclusive, veio divulgá-lo no Festival do Rio.

### Música

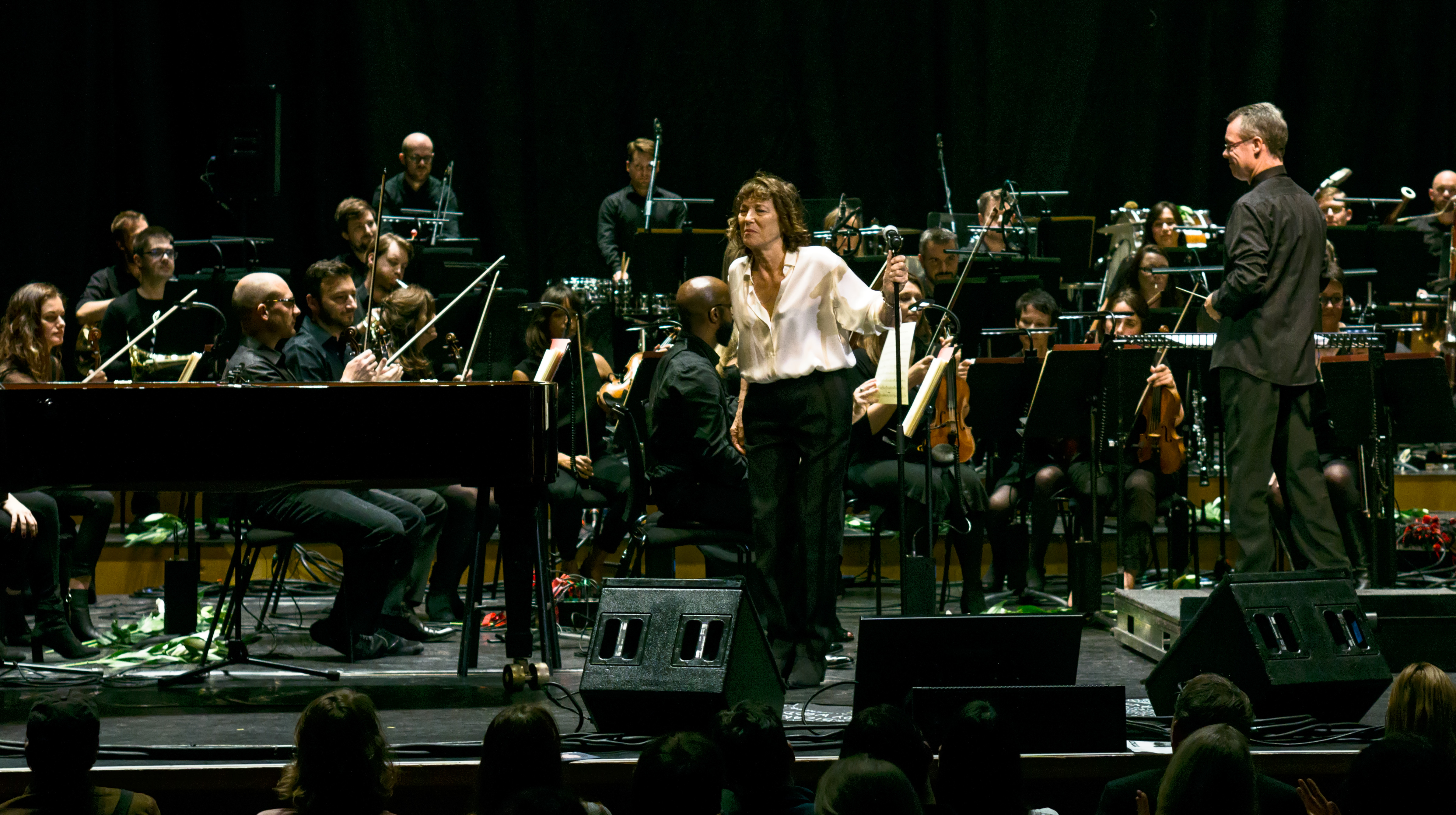
Se apresentando com o grupo The Heritage Orchestra em 2017

Ela subiu ao palco pela primeira vez aos 17 anos e apareceu no musical “Passion Flower Hotel”, de 1965, de seu então marido, o compositor John Barry. No mesmo ano em que se conheceram os dois, Serge e Jane, fizeram o famoso dueto "Je t'aime... moi non plus" (que originalmente, Gainsbourg havia escrito para Brigitte Bardot). A música provocou um escândalo e foi banida em diversas rádios de diversos países, inclusive em Portugal e no Brasil, por sua controvérsia e por ser considerada como atentado aos costumes pelo regime salazarista e pelo governo da ditadura no Brasil, vigentes na época. Em 2010, Jane colaborou com Sergio Dias, ex-integrante dos Mutantes, no álbum We Are the Lilies, junto com o francês Tahiti Boy e a banda The Palmtree Family. Sua carreira musical durou até ficar doente em seus últimos anos de vida. 

## Na cultura pop

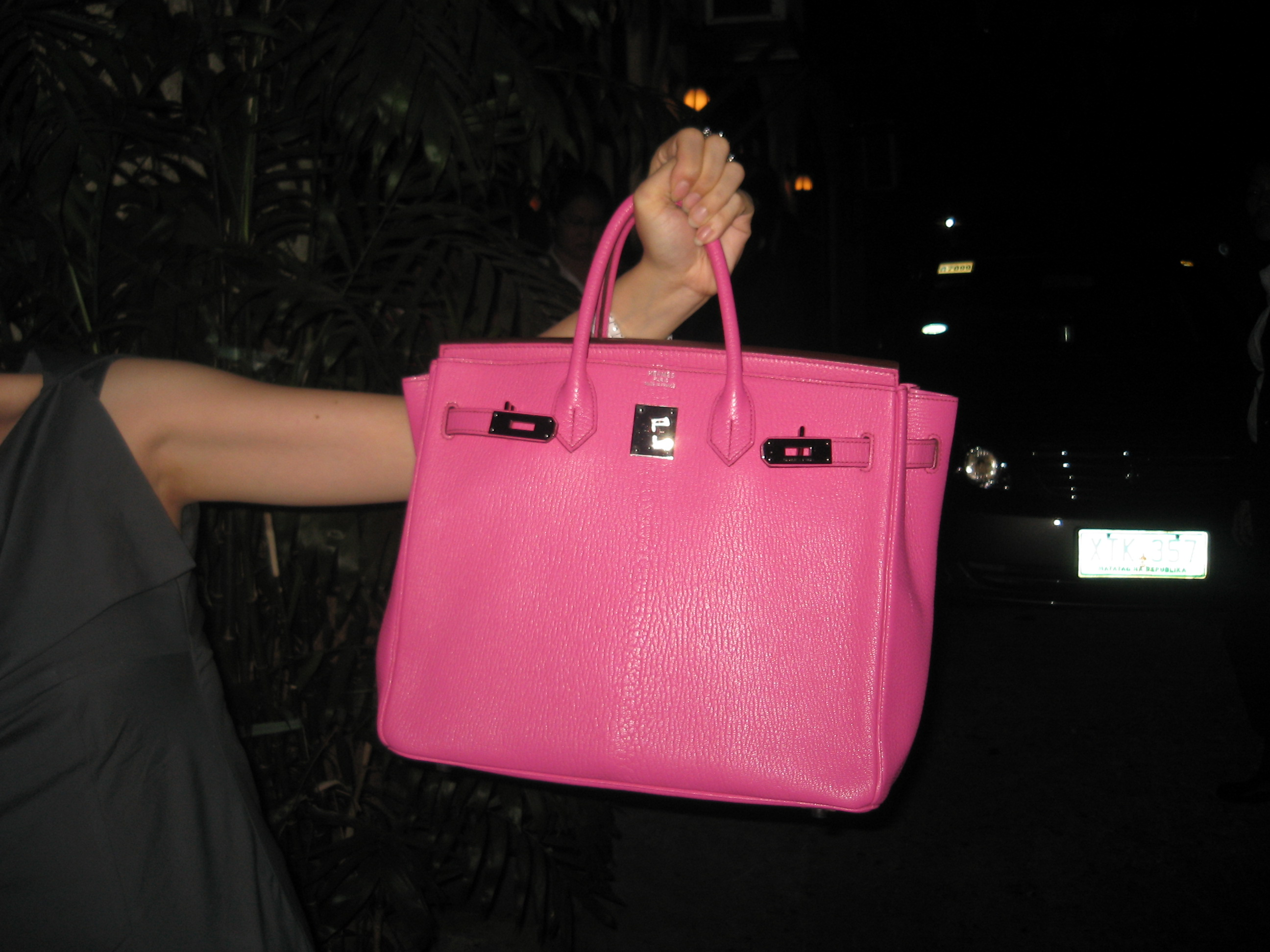
A disputada Birkin Bag da marca Hermès.

Jane Birkin é a inspiração da famosa e cobiçada Birkin bag da marca Hermès. Durante uma viagem de avião em 1980, Jane derrubou sua bolsa Kelly, caindo seus pertences no chão. O diretor da marca Hermés, Jean-Louis Dumas, estava no local, e ela comentou que sua bolsa era pequena, se fosse maior não cairia suas coisas O diretor da marca então propôs fazer uma bolsa que lhe correspondesse melhor e ali mesmo desenhou para ela sua bolsa ideal. Surgiu assim a Birkin bag, que foi batizada pela empresa com o seu nome.
Além de cantar e atuar, ela era uma figura popular na França por seu estilo pessoal que ajudou a definir o estilo parisiense, sua natureza calorosa e por sua luta pelos direitos das mulheres e LGBT.

## Discografia
- 1969 - Jane Birkin/Serge Gainsbourg
- 1973 - Di doo dah
- 1975 - Lolita go home
- 1978 - Ex fan des sixties
- 1983 - Baby alone in Babylone
- 1987 - Lost song
- 1987 - Jane Birkin au Bataclan
- 1990 - Amours des feintes
- 1992 - Integral au Casino de Paris
- 1996 - Versions Jane
- 1996 - Integral a l'Olympia
- 1998 - Best Of
- 1999 - A la legere
- 2002 - Arabesque
- 2004 - Rendez-Vous
- 2006 - Fictions
- 2008 - Enfants d'Hiver

## Filmografia
- Boxes (2007)
- La Tête de maman (2007)
- L'ex-femme de ma vie (2004) - cantora (canção tema "Parlez-moi d'amour")
- Le Divorce (2003) - cantora (créditos "L'Anamour"')
- The Very Merry Widows (2003) - Renée
- Merci Docteur Rey (2002) - Pénélope
- A Hell of a Day (2001) - Jane
- This Is My Body (2001) - Louise Vernet
- The Last September (1999) - Francie Montmorency
- A Soldier's Daughter Never Cries (1998) - Mrs. Fortescue"
- On connaît la chanson (1997) - Jane" (cantou a canção "Quoi")
- Between The Devil and the Deep Blue Sea (1995) - The Woman (voz)
- Black for Remembrance (1995) - Caroline
- Les cent et une nuits (1995) - Celle qui dit radin
- 3000 scénarios contre un virus (1994) - como directora (segmento "Je t'aime, moi non plus")
- Oh pardon! Tu dormais... (1992, TV) - como directora e escritora
- La Belle noiseuse. Divertimento (1991) - Liz
- La Belle noiseuse (1991) - Liz
- Contre l'oubli (1991, segmento "Pour Maria Nonna Santa Clara, Philippine") - Directora e narradora
- These Foolish Things (1990) - Caroline / e também como cantora (créditos "These Foolish Things")
- Comédie! (1987, by Jacques Doillon) - Elle / também cantora (canção tema)
- Soigne ta droite (1987) - La cigale
- Jane B. par Agnès V. (1987) - Calamity Jane/Claude Jade/Jeanne d'Arc''
- Kung-Fu master (1987) - Mary-Jane""
- La Femme de ma vie (1986) - Laura
- Beethoven's Nephew (1985) - Johanna
- Dust (1985) - Magda
- Leave All Fair (1985) - Katherine Mansfield''
- Love on the Ground (1984, de Jacques Rivette) - Emily
- La Pirate (1984, de Jacques Doillon) - Alma
- Le Garde du corps (1984) - Barbara Penning
- L'Ami de Vincent (1983) - Marie-Pierre
- Circulez, y'a rien à voir! (1983, by Patrice Leconte) - Hélène Duvernet
- Nestor Burma, Détective de choc (1982) - Hélène Chatelain
- Evil Under the Sun (1982) - Christine Redfern
- Rends-moi la clé! (1981) - Catherine
- The Prodigal Daughter (1981, de Jacques Doillon) - Anne
- Egon Schiele - Exzesse (1981) - Vally
- La miel (1979) - Inés
- Melancholy Baby (1979) - Olga
- Au bout du bout du banc (1979) - Peggy
- Death on the Nile (1978) - Louise Bourget
- Good-bye, Emmanuelle (1977) - como cantora (canção tema)
- L'Animal (1977) - La vedette féminine
- Madame Claude (1977) - cantora ("Yesterday Yes a Day")
- The Devil in the Heart (1976) - Linda
- Je t'aime... moi non plus (1976) - Johnny Jane
- Burnt by a Scalding Passion (1976) - Virginia Vismara
- Bestial Quartet (1975) - Jane Berg
- Catherine & Co. (1975) - Catherine
- La Course à l'échalote (1975) - Janet
- Serious as Pleasure (1975) - Ariane Berg
- Lucky Pierre (1974) - Jackie Logan
- How to Make Good When One Is a Jerk and a Crybaby (1974) - Jane
- Le Mouton enragé (1974) - Marie-Paule
- Projection privée (1973) - Kate/Hélène
- Seven Dead in the Cat's Eye (1973) - Corringa
- Don Juan, ou Si Don Juan était une femme... (1973) - Clara
- Dark Places (1973) - Alta
- Trop jolies pour être honnêtes (1972) - Christine
- Romance of a Horsethief (1971) - Naomi
- 19 djevojaka i Mornar (1971) - Milja
- The Mafia Wants Your Blood (1970) - Jane Swenson
- Alba pagana (1970) - Flora
- Sex Power (1970) - Jane
- Trop petit mon ami (1970) - Christine Mars/Christine Devone
- The Swimming Pool (1969) - Penelope
- The Pleasure Pit (1969) - Jane
- Slogan (1969) - Evelyne
- Wonderwall (1968) - Penny Lane
- Kaleidoscope (1966) - Exquisite Thing
- Blow-Up (1966) - The Blonde
- The Knack ...and How to Get It (1965)
- Girl on Motorbike (não foi creditada)